# Black Thought
Black Thought, pseudonimo di Tariq Trotter (Filadelfia, 3 ottobre 1971), è un rapper e attore statunitense, famoso per essere il frontman dei The Roots.

## Carriera

### Primi anni
Dopo aver frequentato la Philadelphia High School for the Creative and Performing Arts e la Millersville University, nel 1987 Trotter divenne amico del batterista Ahmir Thompson e insieme formarono un duo, esibendosi per le strade di Filadelfia e ai talent show. Successivamente, Trotter decise di spendere del tempo come uno dei due MC nel gruppo The Square Roots: l'altro era Malik B., che incontrò al college. Nel periodo in cui frequentava il liceo, Black Thought si convertì alla setta islamica del Five Percent Nation.

### The Roots
Nel frattempo i The Square Roots cambiarono nome in The Roots, pubblicando l'album di debutto Organix nel 1993 per poi prepararsi per un concerto in Germania. The Roots firmarono per la DGC, con la quale pubblicarono Do You Want More?!!!??! nel 1995. Registrato senza alcun campionamento, l'album è stato più popolare tra gli appassionati di musica alternativa rispetto a quelli di musica hip hop. Intorno alla pubblicazione dell'album, il gruppo suonò al Lollapalooza festival e al Montreux Jazz Festival.
L'anno successivo vide la pubblicazione del terzo album Illadelph Halflife, che divenne il primo album del gruppo a classificarsi nelle prime 40 posizioni della Billboard 200 a causa del successo del singolo What They Do, mentre nel 1999 uscì Things Fall Apart. Nello stesso anno inoltre, il gruppo si esibì al festival musicale Woodstock 1999.
Nel 2000 i Roots vinsero il Grammy Award nella categoria "Best Rap Performance by a Duo or Group" per il brano You Got Me, che vede la partecipazione di Erykah Badu ed Eve, mentre l'album Things Fall Apart ricevette una nomination nella categoria "Best Rap Album". Per il concerto acustico di Jay-Z per il programma televisivo MTV Unplugged, il gruppo eseguirono le parti strumentali. Gli album seguenti pubblicati dal gruppo sono stati Phrenology (2002), The Tipping Point (2004), Game Theory (2006), Rising Down (2008), How I Got Over (2010) e Undun (2011).

### Altri lavori
Black Thought ha partecipato come attore in film quali Bamboozled del 2000, Fashion Crimes, Love Rome e Brooklyn Babylon (entrambi del 2001).
Thought inoltre ha partecipato anche con diversi artisti per la realizzazione di alcune canzoni, tra cui Pimpas Paradise di Damian "Jr. Gong" Marley, Team dei Dilated Peoples, Stolen Moments, Pt. 2 di Common, X-Ecutioner Style dei Linkin Park, My Favorite Mutiny dei The Coup, Right Now dei Fort Minor e A Ma Zone di Zap Mama.
Black Thought registrò un album solista intitolato Masterpiece Theatre e pubblicato nell'estate del 2001, ma il progetto venne ben presto cancellato dopo aver appreso che l'album non contava per gli impegni contrattuali correnti dei The Roots. Molte delle canzoni presenti in questo album finirono nell'album Phrenology. Nel 2006, iniziò un progetto collaborativo con il produttore Danger Mouse intitolato Dangerous Thoughts. Nel giugno 2008, in occasione di un'intervista con Brian Kayser del sito HipHopGame, Black Thought parlò di un altro album solista, che uscirà sotto l'etichetta Razor and Tie. Inoltre affermò che ci sarà una possibilità che Questlove lavora come produttore per l'album. Nel 2008, Peta2.com nominò Black Thought tra i «Vegetariani più sexy del mondo».
Nel febbraio 2001 Black Thought, insieme a 10.Deep e il suo progetto "Money Making Jam Boys", che include Dice Raw, S.T.S., Truck North, & P.O.R.N., pubblicò un mixtape intitolato The Prestige.

## Discografia

### Da solista
Album in studio
- 2020 – Streams of Thought, Vol. 3: Cane & Able
- 2022 – Cheat Codes
- 2023 – Glorious Game

EP
- 2018 – Streams of Thought, Vol. 1
- 2018 – Streams of Thought, Vol. 2

### Con i The Roots
- 1993 – Organix
- 1995 – Do You Want More?!!!??!
- 1996 – Illadelph Halflife
- 1999 – Things Fall Apart
- 2002 – Phrenology
- 2004 – The Tipping Point
- 2006 – Game Theory
- 2008 – Rising Down
- 2010 – How I Got Over
- 2010 – Wake Up! (con John Legend)
- 2011 – Undun
- 2014 – ...And Then You Shoot Your Cousin

### Apparizioni
- 1995 – DJ Krush - Meiso
- 1996 – Bahamadia - Da Jawn
- 1997 – Jedi Mind Tricks - Get This Low
- 1997 – Common - Stolen Moments, Pt. 2
- 1997 – Walkin' Large - Listen to This
- 1997 – Inoran - The Agenda
- 1998 – Pete Rock - It's About That Time
- 1998 – Big Pun - Super Lyrical
- 1998 – Les Nubians - Tabou (Roots Remix)
- 1999 – Bob Marley - Burnin' and Lootin'
- 1999 – Black Star - Respiration (Flying High Remix)
- 2000 – Common - Cold Blooded
- 2000 – Black Thought, Common, Dice Raw, Flo Brown, Jazzyfatnastees & Mos Def - Hurricane
- 2000 – The Pharcyde - Network
- 2001 – Dilated Peoples - Hard Hitters
- 2001 – DJ Krush - Zen Approach
- 2002 – Soulive - Clap!
- 2002 – Talib Kweli - Guerilla Monsoon Rap
- 2002 – Linkin Park - X-Ecutioner Style
- 2004 – X-Ecutioners - Live from the PJs
- 2005 – LaToya London - Appreciate
- 2005 – Curse - Flutlicht
- 2005 – Damian Marley - Pimpa's Paradise
- 2005 – Fort Minor - Right Now
- 2006 – J Dilla - Love Movin'
- 2006 – The Coup - My Favorite Mutiny
- 2006 – Sérgio Mendes - Yes, Yes Y'all
- 2007 – Strong Arm Steady - Clean Up
- 2008 – Muja Messiah - Give It Up
- 2008 – Skillz - Hold Tight
- 2008 – Styles P - Cause I'm Black
- 2009 – Wale - Hot Shyt
- 2009 – Cradle Orchestra - Live Forever
- 2009 – BK-One - Philly Boy
- 2009 – J Dilla - Reality TV
- 2009 – Chiddy Bang - Slow Down
- 2010 – Meek Mill - Philadelphia Born and Raised
- 2010 – STS - Ill Street Blues
- 2010 – Ghostface Killah - In tha Park
- 2010 – Young Chris, Meek Mill & Eve - Philly Sh*t Remix
- 2011 – Raekwon - The Masters of Our Fates
- 2011 – Saigon - Too Long
- 2011 – Nikki Jean - Million Star Motel
- 2011 – Thurz - Riot
- 2011 – Nneka - God Knows Why
- 2011 – OCD: Moosh & Twist - Mathematics
- 2012 – Hilltop Hoods - Living in Bunkers
- 2012 – DJ Khaled, Stevie Stone, Jon Connor & Jay Rock - TNT (Remix)

## Filmografia
- Bamboozled, regia di Spike Lee (2000)
- Brooklyn Babylon, regia di Marc Levin (2001)
- Fashion Crimes (Perfume), regia di Michael Rymer (2001)
- Brown Sugar, regia di Rick Famuyiwa (2002)
- Love Rome, regia di Carter Smith (2004)
- Explicit IIIs, regia di Mark Webber (2008)
- Night Catches Us, regia di Tanya Hamilton (2010)
- On the Inside - La prigione dei folli (On the Inside), regia di D.W. Brown (2011)
- Yelling to the Sky, regia di Victoria Mahoney (2011)
- Get on Up - La storia di James Brown (Get on Up), regia di Tate Taylor (2014)
- Tick, Tick... Boom!, regia di Lin-Manuel Miranda (2021)

### Serie televisive
- The Deuce - La via del porno – serie TV, 6 episodi (2017)